# Carlo Rossi (architecte)
Pour les articles homonymes, voir Carlo Rossi et Rossi.
 (novembre 2023).
Carlo di Giovanni Rossi (en russe Карл Иванович Росси, Karl Ivanovitch Rossi), né à Naples (Royaume de Naples) le 29 décembre 1775 et mort à Saint-Pétersbourg (Russie) le 18 avril 1849 dans le calendrier grégorien (respectivement le 18 décembre 1775 et le 6 avril 1849 dans le calendrier julien, qui était alors en usage en Russie), est un architecte d'origine italienne qui a travaillé une grande partie de sa vie en Russie. Il est l'auteur de plusieurs bâtiments et ensembles architecturaux importants situés dans la ville de Saint-Pétersbourg et ses environs.
Au sein de la haute société européenne de l'époque qui considérait que s'exprimer en français était l'apanage des personnes cultivées, Rossi francisait aussi son nom comme on peut le lire sur sa tombe, en Charles Rossy.

## Biographie
Carlo Rossi est né à Naples en Italie en 1775 (mais il y a d'autres opinions sur son origine : qui était son père, quelle était son année de naissance et son lieu de naissance ?). Sa mère Gertrude Ablöscher dite Rossi-Le Picq, une ballerine célèbre, aurait été mariée avec le danseur et chorégraphe italien Domenico (Giovanni Domenico, ou Giandomenico) Rossi, qu'elle quitta par la suite pour le célèbre danseur de ballet français Charles Le Picq, qui l'emmena alors avec son jeune fils en Russie afin qu'ils y exercent leurs talents.  
Dès sa jeunesse, le jeune Carlo fréquente le monde des arts, et fait donc son apprentissage en Russie, dans l'atelier de l'architecte Vincenzo Brenna. Entre 1802 et 1803, il fait un voyage d'étude en Italie. En 1806, il obtient le titre d'architecte et peut ouvrir son propre atelier. 
Les œuvres de Rossi se rattachent au style Empire qui combinait grandeur et noble simplicité. Ces œuvres à Saint-Pétersbourg comprennent le Palais Elaguine (1816-1818), le Palais Michel, les bâtiments du synode et du sénat (1829-1833), l'arc et le palais de l'état-major de la place du Palais, la façade de la Bibliothèque nationale russe, côté place Alexandra, les pavillons du palais Anitchkov, le pavillon Rossi, le théâtre Alexandra et les immeubles de la Direction des Théâtres et du Ministère des Affaires intérieures.
Il meurt du choléra en 1849 à Saint-Pétersbourg dans la pauvreté. Ses enfants n'avaient pas d'argent pour enterrer leur père, ils étaient tenus de payer les dettes, et ils ont demandé de l'aide à l'empereur. Alors seulement il leur a été alloué une somme modique pour rembourser les frais de l'enterrement. 
Sa tombe se trouve au cimetière Saint-Lazare de la laure Saint-Alexandre-Nevski de Saint-Pétersbourg. La rue de l'architecte Rossi, à Saint-Pétersbourg, poste son nom.

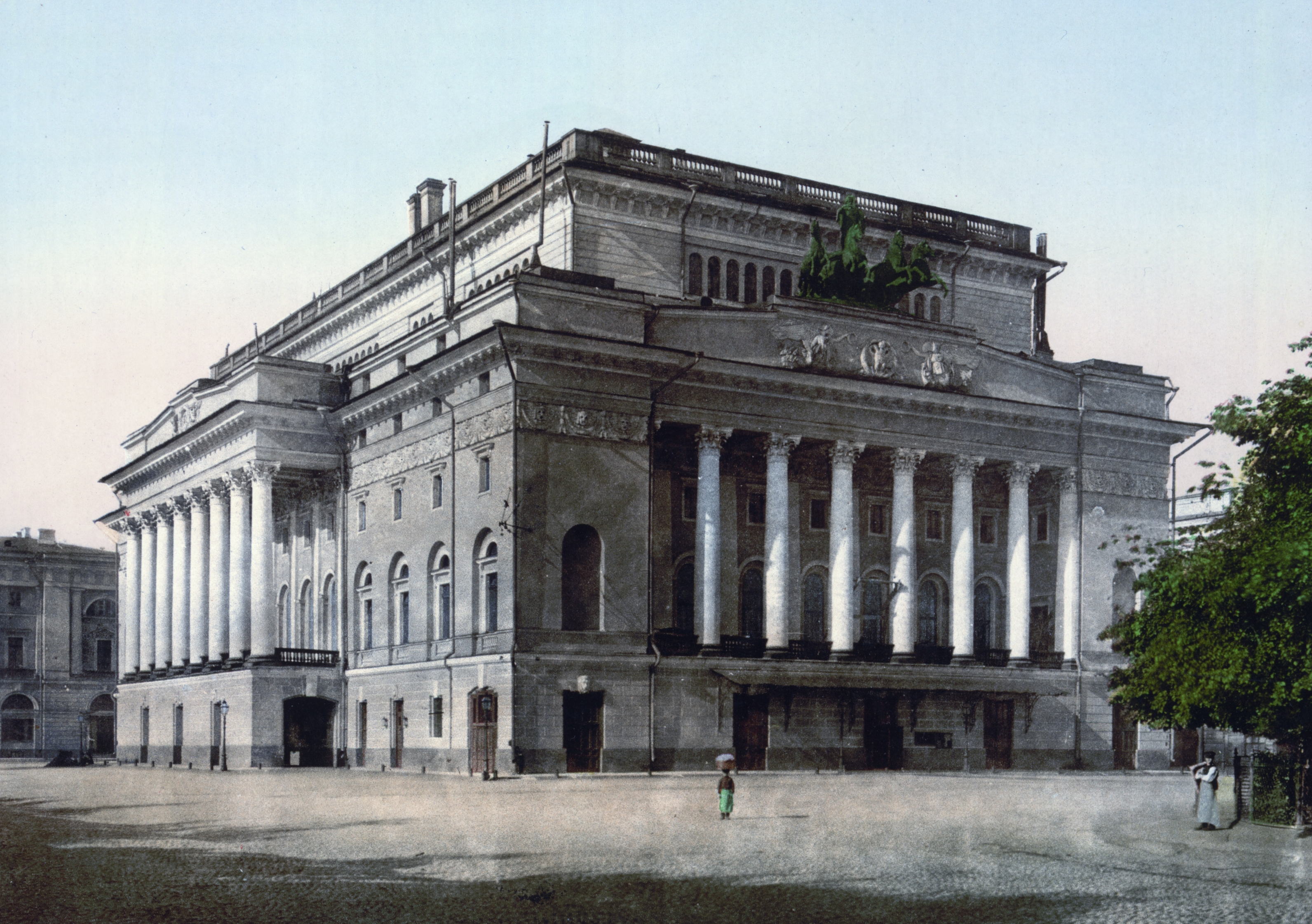
Théâtre Alexandra à Saint-Pétersbourg
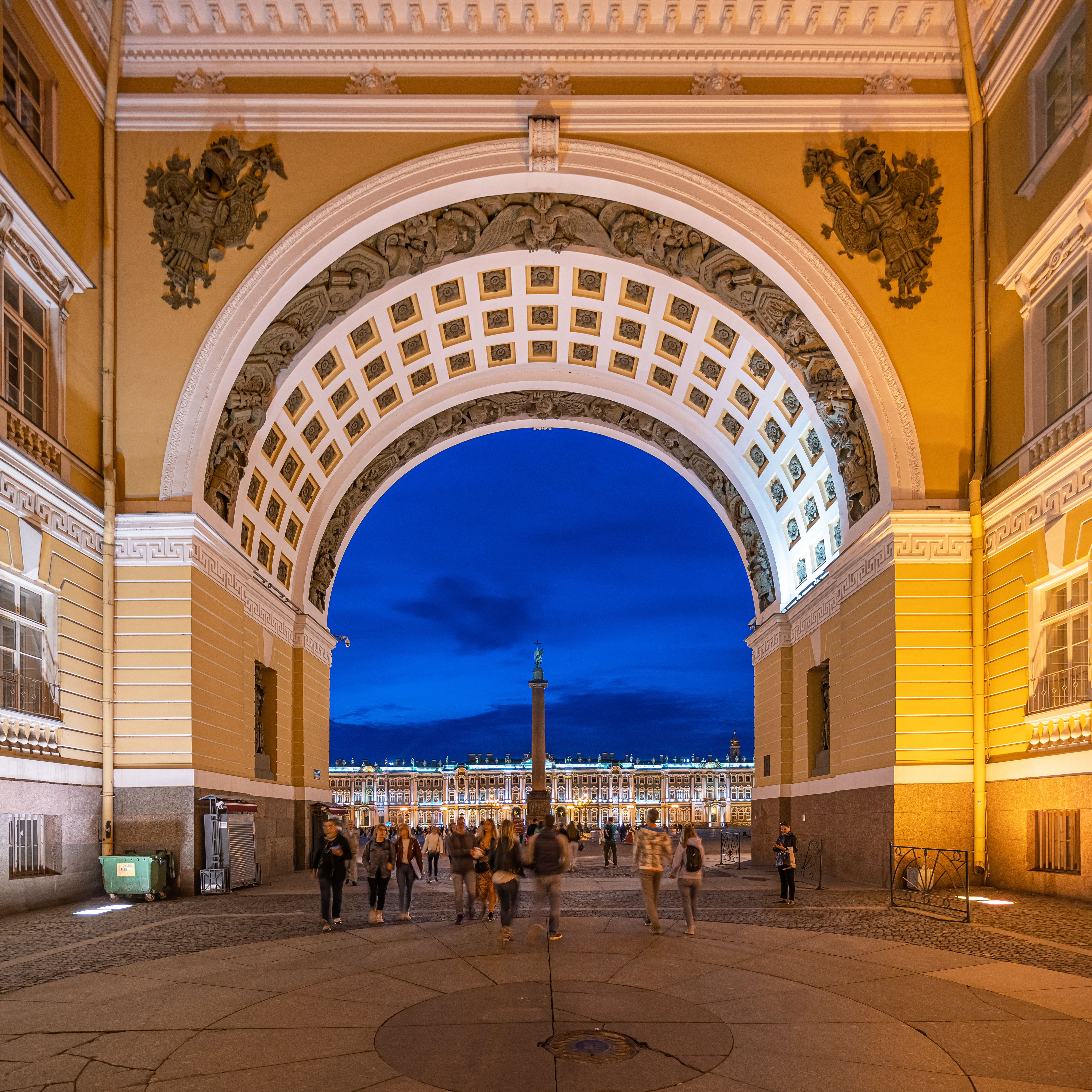
Arc de l'État-Major sur la place du Palais
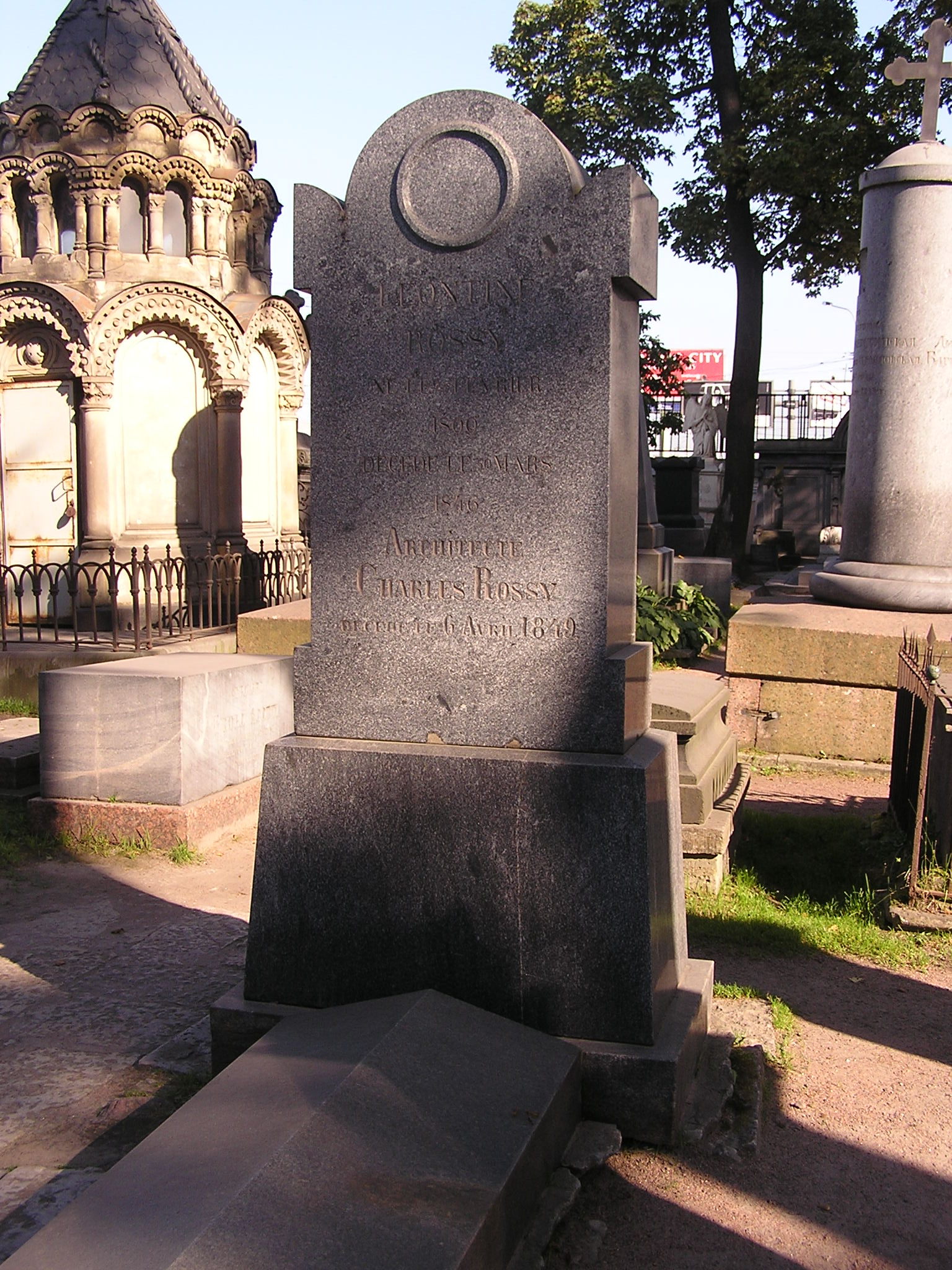
Vue de la tombe de Rossi, dont le nom Charles Rossy et l'épitaphe sont en français